# Église des vrais chrétiens orthodoxes de Grèce - Synode chrysostomite
L'Église des vrais chrétiens orthodoxes de Grèce - Synode chrysostomite est une Église orthodoxe vieille-calendariste et traditionaliste de Grèce. L'origine de sa création est la rupture est l'adoption par l'Église orthodoxe de Grèce du calendrier julien révisé en 1924.
Le chef de l'Église porte le titre d'Archevêque d'Athènes et de toute la Grèce, avec résidence à Athènes (titulaire actuel : Mgr Kallinikos).

## Histoire
En octobre 2010, à la suite du décès de Mgr Chrysostome II, le synode élit Mgr Kallinikos (Constantine Sarantopoulos) comme nouvel Archevêque d'Athènes.
Le dialogue qui avait débuté en septembre 2012 avec Église orthodoxe de Grèce - Saint-Synode en résistance, se traduit par l’absorption de celle-ci le 18 mars 2014.

## Organisation

### Synode
- Archevêque Kallinikos d'Athènes et de toute la Grèce 
  - Métropolite Dimitrios d'Amérique (depuis septembre 2012[4] en provenance de la Sainte Église orthodoxe en Amérique du Nord)
  - Évêque Amvrosios de Philippes (depuis février 2014[5] en provenance de l'Église des vrais chrétiens orthodoxes de Grèce - Synode lamiaque).

## Relations avec les autres Églises
Depuis le 23 mars 2014, une unité de Foi est déclarée avec l'Église orthodoxe russe hors frontières - Autorité suprême provisoire de l'Église, ainsi que l'Église orthodoxe vieille-calendariste de Roumanie . L'Église roumaine s'en détache en mai 2022,.